# 핫트랙스
핫트랙스(HOTTRACKS)는 교보핫트랙스가 운영하는 문구 및 음반 브랜드 매장이다. 원래는 문구코너 브랜드를 Work & Hobby로 따로두면서 음반코너만 맡아왔으나 현재는 문구와 음반을 모두 맡고있다. 교보문고와 교보핫트랙스는 운영 특성상 오프라인 매장을 함께 구성한다.

## 개요
교보핫트랙스(주)는 교보문고를 모회사로 하는 문구, 기프트, 디지털, 음반 전문 유통회사다. 1991년 '문보장'으로 설립하여 2007년 지금의 '교보핫트랙스'로 사명을 변경하였다. 이전에는 문구코너는 Work & Hobby라는 브랜드를 두었고 HOTTRACKS는 음반 코너 위주로만 맡았으나 현재는 문구와 음반 코너 모두 HOTTRACKS로 통합되었다.
본사는 파주출판도시에 있으며, 2020년 7월 기준으로 전국 35개 오프라인 매장과 1개의 온라인몰을 운영 중이다.
자체 브랜드로는 인테리어 및 생활용품을 판매하는 HEIM(하임)과 스페셜티 커피의 Cafezal(카페자우) 카페를 운영하고 있다. Cafezal는 포르투갈어로 '커피 재배지'를 뜻한다. 교보핫트랙스는 서울 마포구 합정역 인근에 '카페자우랩'을 마련하여 원두를 로스팅하고 각 매장으로 공급하고 있다.
또, 2014년 2월부터 2018년 10월까지 서울역사 내에 디자인 전문 제품만을 위한 편집샵 'D-tracks'(디트랙스)를 별도 운영한 바 있다.
교보핫트랙스는 교보문고 직영 코너의 하나가 아니라 별도의 법인 회사이다. 교보생명 창립자인 신용호 회장의 차남이자, 교보생명 회장을 지낸 신창재(신용호의 장남)의 동생인 신문재가 문보장 사장을 지낸 적이 있다.